# Barış Hersek
Barış Hersek (Kırklareli, 23 de marzo de 1988) es un baloncestista turco que pertenece a la plantilla del Fethiye Belediyespor de la liga turca. Con 2,07 metros de estatura, juega en la posición de ala-pívot.

## Trayectoria deportiva

### Liga turca
Debutó con 17 años en el Pertevniyal Istanbul de la segunda división turca, fichando al año siguiente por el Anadolu Efes S.K., donde en su primera temporada ya participó en la Euroliga, promediando 3,8 puntos y 1,8 rebotes en los cuatro partidos que disputó.
En 2008 fichó por el Darüşşafaka S.K., donde en su única temporada promedió 8,0 puntos y 4,0 rebotes por partido en la liga turca. Jugó posteriormente en el Bandırma Banvit, el Antalya BB y en 2011 firmó con el Beşiktaş, con los que ganó su primera liga en 2012.
En 2013 fichó por el Pınar Karşıyaka, donde jugó dos temporadas, ganando en la segunda de ellas su segunda liga, colaborando con 7,8 puntos y 2,3 rebotes por partido.
En julio de 2015 fichó por el Fenerbahçe, club al que pertenece en la actualidad.

### Selección nacional
Con la selección consiguió la medalla de oro en los Juegos Mediterráneos de 2013 disputados en su país, y la de bronce cuatro años antes, en los disputados en Italia. Ha participado además en dos Eurobasket, en 2009 y 2015, ocupando su selección los puestos 8 y 14 respectivamente, y en una Copa Mundial de Baloncesto, en España 2014, donde acabaron en octavo lugar, y donde promedió 3,3 puntos y 1,1 rebotes por partido.